# NDUFAF4
NDUFAF4‏ (NADH:ubiquinone oxidoreductase complex assembly factor 4) هوَ بروتين يُشَفر بواسطة جين NDUFAF4 في الإنسان.